# Tamsalu
Tamsalu è una città dell'Estonia nordorientale, nella contea di Lääne-Virumaa, capoluogo del rispettivo comune rurale. Amministrativamente, tuttavia, non esistono distinzioni tra la città e il suo contado.